# هوكر تايفون
هوكر تايفون (بالإنجليزية: Hawker Typhoon)‏ أو تيفي (حسب النطق العامي في سلاح الجو الملكي) (Tiffy)، هي مقاتلة-قاذفة بريطانية ذات مقعد واحد، أنتجتها هوكر الطائرات. كان المقصود منها أن تكون طائرة اعتراضية للارتفاعات المتوسطة والعالية، وكبديل لطائرة هوكر هوريكان، ولكن واجهت العديد من مشاكل التصميم ولم تستوف تماما هذا الشرط.
تم تصميم تايفون في الأصل ليثبت عليها اثني عشر رشاش براوننغ من عيار 0.303 بوصة (7.7 ملم) وتكون مدعومة يأحدث محركات بقوة 2000 حصان. عند بداية خدمتها في منتصف عام 1941 عانت ولعدة أشهر من مشاكل وواجهت الطائرة مستقبل مشكوك فيه. عندما أدخل لوفتواف (سلاح الجو الألماني النازي) أعداد هائلة من طائرة فوك-وولف فو 190 إلى الخدمة في عام 1941، كانت تايفون هي مقاتلة سلاح الجو الملكي البريطاني الوحيد القادرة على اصطياده على ارتفاعات منخفضة. ونتيجة لذلك أمنت لنفسها دور جديد واعتبارها طائرة اعتراضية على الارتفاعات المنخفضة.
أصبحت تايفون تؤدي أدوار مثل الاعتراض الليلي ومقاتلة طويلة المدى. ومنذ أواخر عام 1942، تم تجهيز تايفون بالقنابل، وفي أواخر عام 1943، أضيفت الصواريخ الهجومية من طراز آر بي -3 ‏ إلى مخزنها. مع هذه الأسلحة أضافة إلى أربعة مدافع إسبانية الصنع بعيار 20 مم ومن نوع هيسبانو-سويزا إتش إس.404، أصبحت تايفون واحدة من الطائرات الهجومية الأكثر نجاحا في الحرب العالمية الثانية.

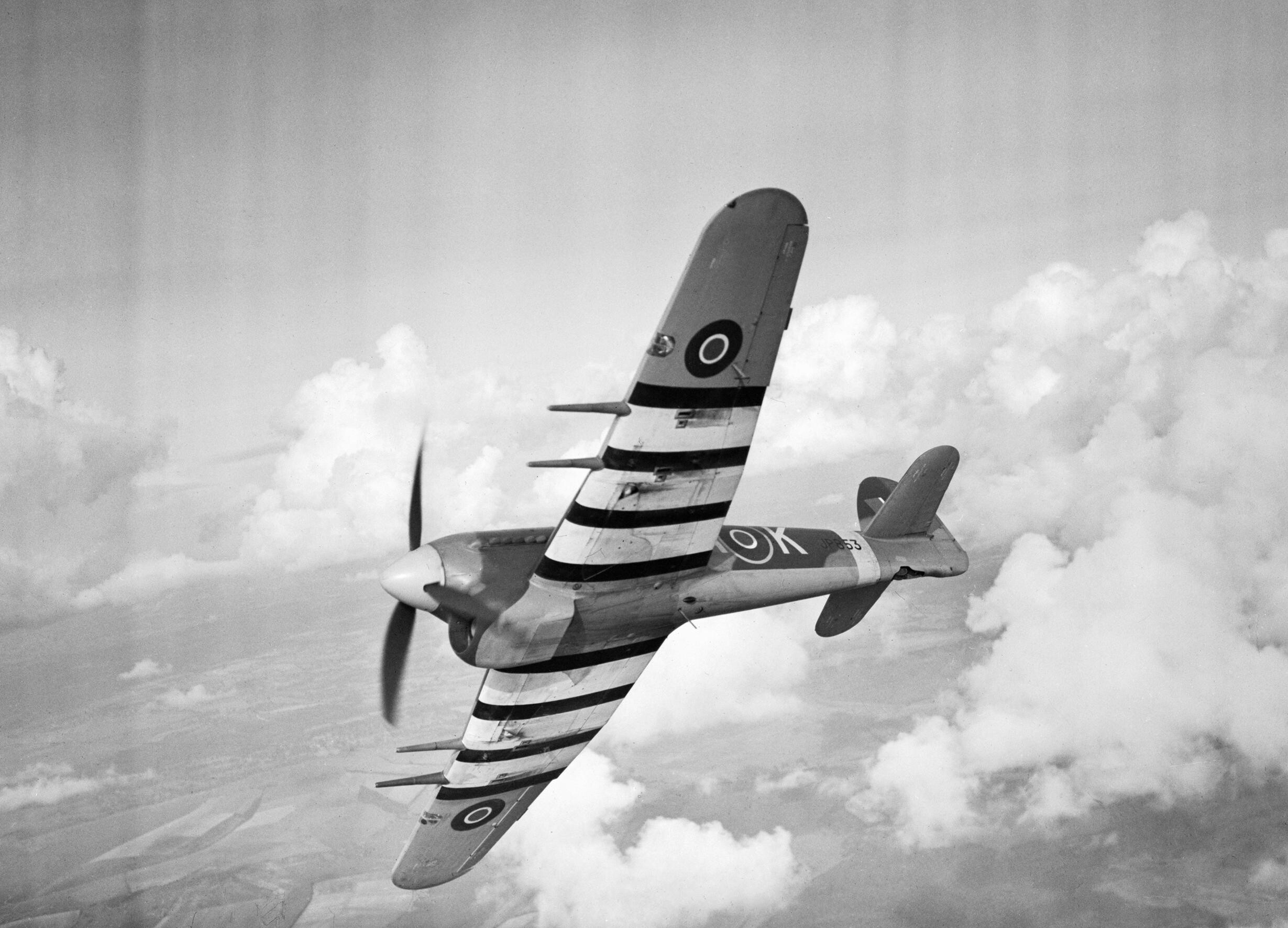
A Hawker Typhoon Mk IB of No. 486 Squadron RAF in flight, in 1943

## المشغلون

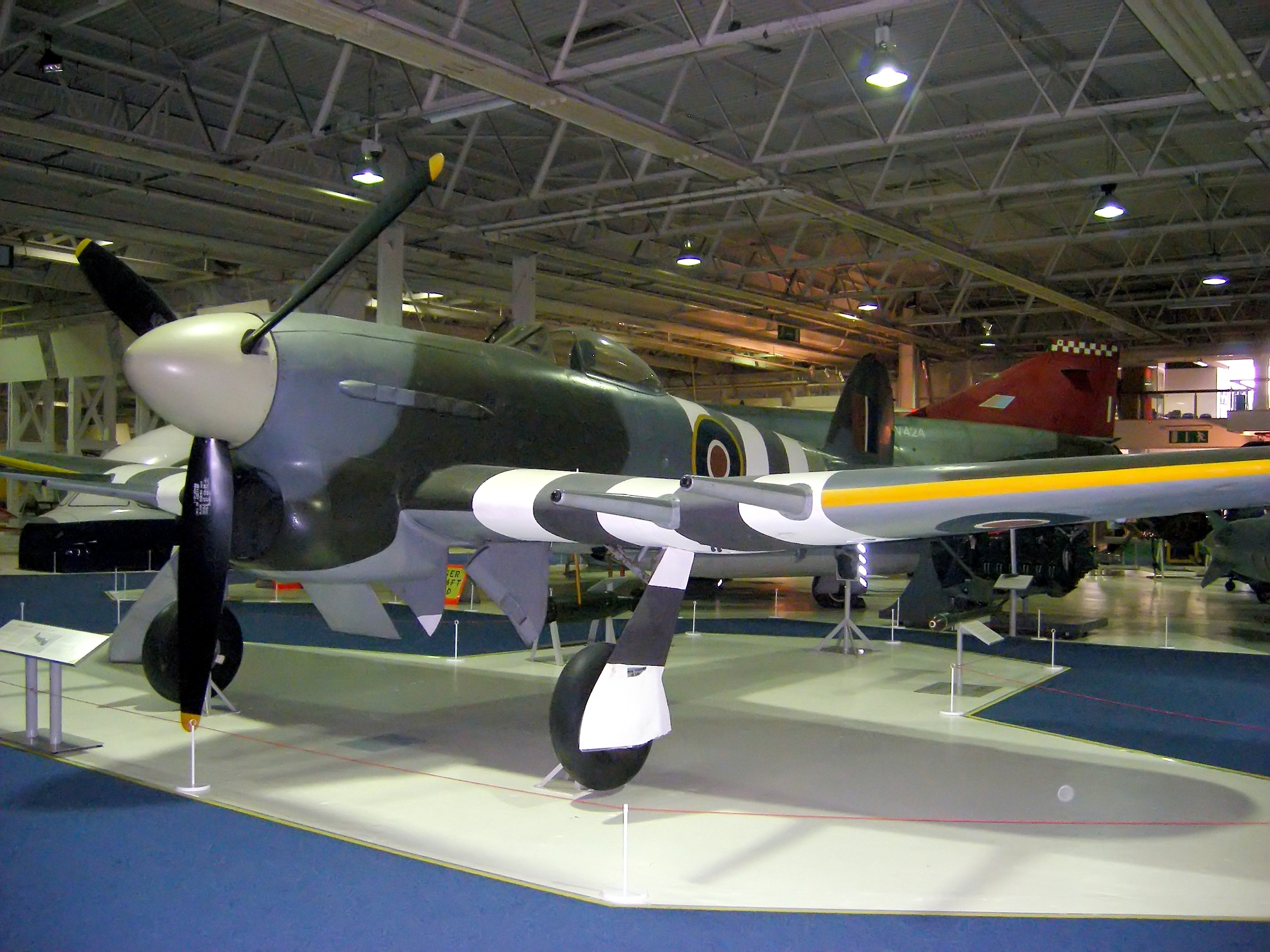
Hawker Typhoon MN235 RAF Museum

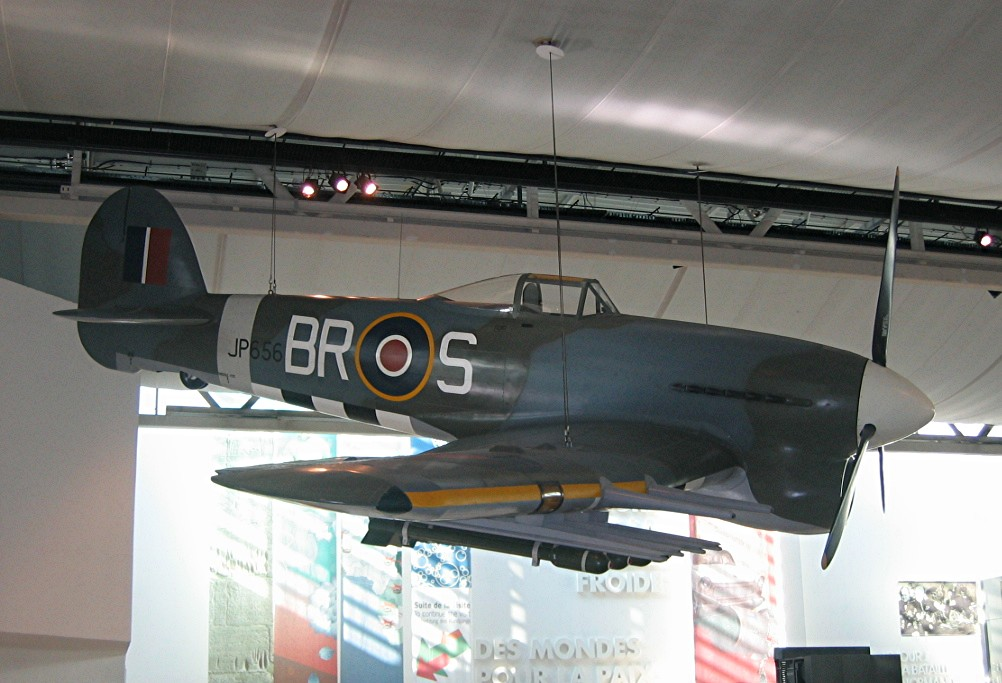
Hawker Typhoon replica at Memorial de la Paix, Caen

- أستراليا
- كندا
- نيوزيلندا
- المملكة المتحدة

## مواصفات (Typhoon Mk Ib)
البيانات من ماسون 1991 ما لم ينص على خلاف ذلك 
الخصائص العامة
- الطاقم: One
- الطول: 31 قدم 11.5 بوصة[nb 1] (9.73 م)
- باع الجناح: 41 قدم 7 بوصة (12.67 م)
- الارتفاع: 15 قدم 4 بوصة [nb 2] (4.66 م)
- مساحة الجناح : 279 قدم² (29.6 م²)
- الوزن فارغة: 8,840 رطل (4,010 كلغ)
- الوزن محملة: 11,400 رطل (5,170 كلغ)
- وزن الإقلاع الأقصى: 13,250 رطل (6,010 كلغ) [nb 3]
- محرك الطائرة: 1 × Napier Sabre IIA, IIB أو IIC liquid-cooled H-24 piston engine, 2,180, 2,200 أو 2,260 حصان (1,626, 1,640 or 1,685 كيلوواط)
- مراوح: 3 أو 4-blade; de Havilland أو Rotol propeller

الأداء
- السرعة القصوى: 412 ميلا في الساعة (663 كم / ساعة) at 19,000 قدم (5,800 م) with Sabre IIB & 4-bladed propeller[nb 4]
- سرعة انهيار: 88 ميلا في الساعة (142 كم / ساعة) IAS with flaps up
- مدى (طائرة): 510 ميل (821 كم) [nb 5]
- سقف الخدمة: 35,200 قدم (10,729 م)
- معدل الصعود: 2,740 قدم/دقيقة (13.59 م/ث) [nb 6]
- حمولة الجناح: 40.9 lb/قدم² (174.8 كلغ/م²)
- نسبة القدرة إلى الوزن: 0.20 حصان/رطل (0.33 كيلوواط/كلغ)

التسليح

- صواريخ: 8 × RP-3 صواريخ جو - أرض غير موجهة.
- قنابل: 2 × 500 رطل (227 كلغ) أو 2 × 1,000 رطل (454 كلغ)

### اقتباسات
1. ↑  Thomas and Shores 1988, pp. 165–166.
2. ↑  Thomas 2000, p. 28.
3. 1 2  Thomas and Shores 1988, p. 16.
4. ↑  Thomas and Shores 1988, pp. 35–36.
5. ↑  Thomas and Shores 1988, p. 34.
6. ↑  Thomas and Shores 1988, pp. 23–26.
7. ↑  Mason 1991, pp. 328–329.
8. ↑  Thomas and Shores 1988, pp. 25–26.
9. ↑  Thomas and Shores 1988, p. 25.

## مزيد من القراءة
- Badsey, Stephen. Normandy 1944: Allied Landings and Breakout (Campaign). London: Osprey Military, 1990. (ردمك 978-0-85045-921-0).
- Clarke, R.M. Hawker Typhoon Portfolio. Cobham, Surrey, UK: Brooklands Books Ltd., 1987. (ردمك 1-869826-17-5).
- Darling, Kev. Hawker Typhoon, Tempest and Sea Fury. Ramsgate, Marlborough, Wiltshire, UK: The Crowood Press Ltd., 2003. (ردمك 1-86126-620-0).
- Franks, Norman L.R. Royal Air Force Losses of the Second World War. Volume 2. Operational Losses: Aircraft and crews 1942–1943. Hinckley, Leicestershire, UK: Midland Publishing Limited, 1998. (ردمك 1-85780-075-3).
- Franks, Norman L.R. Royal Air Force Losses of the Second World War. Volume 3. Operational Losses: Aircraft and crews 1944–1945 (Incorporating Air Defence Great Britain and 2nd TAF). Hinckley, Leicestershire, UK: Midland Publishing Limited, 1998. (ردمك 1-85780-093-1).
- Halliday, Hugh A. Typhoon and Tempest: the Canadian Story. Charlottesville, Virginia: Howell Press, 2000. (ردمك 0-921022-06-9).
- Hannah, Donald. Hawker FlyPast Reference Library. Stamford, Lincolnshire, UK: Key Publishing Ltd., 1982. (ردمك 0-946219-01-X).
- James, Derek N. Hawker, an Aircraft Album No. 5. New York: Arco Publishing Company, 1973. (ردمك 0-668-02699-5). (First published in the UK by Ian Allan in 1972.)
- Mason, Francis K. "The Hawker Typhoon." Aircraft in Profile, Volume 4. Windsor, Berkshire, UK: Profile Publications Ltd., 1966. (ردمك 978-0-85383-013-9).
- Mason, Francis K. The Hawker Typhoon and Tempest. Bourne End, Buckinghamshire, UK: Aston Publications, 1988. (ردمك 0-946627-19-3).
- Rawlings, John D.R. Fighter Squadrons of the RAF and their Aircraft. Somerton, UK: Crecy Books, 1993. (ردمك 0-947554-24-6).
- Reed, Arthur and Roland Beamont. Typhoon and Tempest at War. Shepperton, Surrey, UK: Ian Allan, 1974. (ردمك 0-7110-0542-7).
- Rimell, Ken. Through the Lens: The Typhoon at War, A Pictorial Tribute. Storrington, West Sussex, UK: Historic Military Press, 2002. (ردمك 1-901313-14-X).
- Scutts, Jerry. Typhoon/Tempest in Action (Aircraft in Action series, No. 102). Carrollton, Texas: Squadron/Signal Publications, 1990. (ردمك 978-0-89747-232-6).
- Shores, Christopher. Ground Attack Aircraft of World War Two. London: Macdonald and Jane's, 1977. (ردمك 0-356-08338-1).
- Thomas, Chris and Mister Kit. Hawker Typhoon(in French). Paris, France: Éditions Atlas, 1980. No ISBN.
- Townshend Bickers, Richard. Hawker Typhoon: The Combat History. Ramsgate, Marlborough, Wiltshire, UK: The Crowood Press Ltd., 1999. (ردمك 1-85310-908-8).
- Typhoon at War DVD, IWM footage.
- Wilbeck, C.W. Sledgehammers: Strengths and Flaws of Tiger Tank Battalions in World War II. Bedford, Pennsylvania: The Aberjona Press, 2004. (ردمك 978-0-97176-502-3).

## روابط خارجية
- Official 137 Squadron Detail
- 197 Typhoon Squadron Homepage
- 198 Squadron Official
- The Unofficial Homepage of 439 Tiger Squadron
- Photo archive of Typhoons
- "The Hawker Typhoon" a 1944 Flight article
- Flying the Typhoon Flight 13 April 1944
- The Hawker Typhoon Poulsen, C. M., 20 January 1944 Flight
- Hawker Typhoon website regarding RB396 restoration